# Каменная Балка (Арзгирский район)
Ка́менная Ба́лка — село в составе Арзгирского района (муниципального округа) Ставропольского края России.

## Варианты названия
- Каменно-Балковское[3]

## География
Расстояние до краевого центра: 166 км.
Расстояние до районного центра: 35 км.

## История
Основано в 1913 году.
9 сентября 1929 года Президиум Всероссийского центрального исполнительного комитета постановил: селения Байчара, Каменная балка и Заветный Туркменского района Ставропольского округа Северо-Кавказского края перечислить в Арзгирский район Терского округа.
На 1 января 1983 года село Каменная Балка входило в состав территории Родниковского сельсовета с центром в селе Родниковском:10.
21 февраля 1986 года образован Каменнобалковский сельский совет народных депутатов.
До 16 марта 2020 года село образовывало упразднённое сельское поселение село Каменная Балка.

## Население
| 1989 | 2002  | 2010  | 2011  | 2012 | 2014 | 2015 | 2016 | 2017 |
| ---- | ----- | ----- | ----- | ---- | ---- | ---- | ---- | ---- |
| 894  | ↗1038 | ↘1002 | ↘1001 | ↘975 | ↘936 | ↗947 | ↘926 | ↘913 |
| 2018 | 2019  | 2020  |       |      |      |      |      |      |
| ↗932 | ↘929  | ↘903  |       |      |      |      |      |      |

Национальный состав
По итогам переписи населения 2010 года проживали следующие национальности (национальности менее 1 %, см. в сноске к строке «Другие»):
| Национальность | Численность | Процент |
| -------------- | ----------- | ------- |
| Русские        | 700         | 69,86   |
| Даргинцы       | 169         | 16,87   |
| Табасараны     | 48          | 4,79    |
| Чеченцы        | 24          | 2,40    |
| Кумыки         | 13          | 1,30    |
| Белорусы       | 12          | 1,20    |
| Другие         | 36          | 3,59    |
| Итого          | 1002        | 100,00  |

## Органы власти
- Совет муниципального образования села Каменная Балка, состоит из 10 депутатов, избираемых на муниципальных выборах по одномандатным избирательным округам. Глава поселения — Наталья Ивановна Луценко[21] (c 24 апреля 2004 года)
- Администрация сельского поселения села Каменная Балка

## Инфраструктура
- Администрация муниципального образования села Каменная Балка
- Дом культуры
- Библиотека. Открыта 18 ноября	1946 года[22]
- Фельдшерско-акушерский пункт[23]
- Список улиц: Молодёжная, Новая, Школьная, Энтузиастов, Степная, Садовая. Центральная улица — Бульварная.
- Общественное открытое кладбище площадью 13000 м²[24].

## Образование
- Детский сад № 16
- Средняя общеобразовательная школа № 10

## Предприятия
- Общество с ограниченной ответственностью «СПК Рассвет» (105 работников, сельскохозяйственное производство)
- Сельскохозяйственный производственный кооператив (колхоз) «Рассвет» (34 работника, сельскохозяйственное производство)

## Люди, связанные с селом
- Руденко Василий Егорович (1936) — бригадир зерновой бригады ПК колхоз «Рассвет», кавалер ордена Трудового Красного Знамени[6]

## Памятники
- Обелиск воинам-землякам, погибшим в годы Великой Отечественной войны[25]